# Чемпионат Шотландии по футболу 2022/2023
Шотландский Премьершип 2022/23 (англ. 2022–23 Scottish Premiership) — десятый сезон шотландского Премьершипа и 126-й сезон высшего дивизиона в системе футбольных лиг Шотландии. Сезон начался 30 июля 2022 года и завершился 28 мая 2023 года.
Чемпионский титул защитил «Селтик».
В турнире приняли участие 12 команд: «Абердин», «Данди Юнайтед», «Килмарнок», «Ливингстон», «Мотеруэлл», «Рейнджерс», «Росс Каунти», «Селтик, «Сент-Джонстон», «Сент-Миррен», «Харт оф Мидлотиан» и «Хиберниан».

## Команды

### Изменения по сравнению с предыдущим сезоном
Вышли из Чемпионшипа
- Килмарнок

Выбыли в Чемпионшип
- Данди

### Стадионы
| Абердин             | Данди Юнайтед | Килмарнок | Ливингстон          |
| ------------------- | --- | --- | ------------------- |
| Питтодри            | Таннадайс Парк | Регби Парк | Алмондвейл          |
| Вместимость: 20 866 | Вместимость: 14 223 | Вместимость: 17 889 | Вместимость: 9713   |
|                     | | |                     |
| Мотеруэлл           | Абердин Данди Юнайтед Килмарнок Ливингстон Рейнджерс Росс Каунти Сент-Джонстон Сент-Миррен Харт оф Мидлотиан Хиберниан Селтик МотеруэллМестоположение команд шотландского Премьершипа 2022/23 | Абердин Данди Юнайтед Килмарнок Ливингстон Рейнджерс Росс Каунти Сент-Джонстон Сент-Миррен Харт оф Мидлотиан Хиберниан Селтик МотеруэллМестоположение команд шотландского Премьершипа 2022/23 | Рейнджерс           |
| Фер Парк            | Абердин Данди Юнайтед Килмарнок Ливингстон Рейнджерс Росс Каунти Сент-Джонстон Сент-Миррен Харт оф Мидлотиан Хиберниан Селтик МотеруэллМестоположение команд шотландского Премьершипа 2022/23 | Абердин Данди Юнайтед Килмарнок Ливингстон Рейнджерс Росс Каунти Сент-Джонстон Сент-Миррен Харт оф Мидлотиан Хиберниан Селтик МотеруэллМестоположение команд шотландского Премьершипа 2022/23 | Айброкс             |
| Вместимость: 13 677 | Абердин Данди Юнайтед Килмарнок Ливингстон Рейнджерс Росс Каунти Сент-Джонстон Сент-Миррен Харт оф Мидлотиан Хиберниан Селтик МотеруэллМестоположение команд шотландского Премьершипа 2022/23 | Абердин Данди Юнайтед Килмарнок Ливингстон Рейнджерс Росс Каунти Сент-Джонстон Сент-Миррен Харт оф Мидлотиан Хиберниан Селтик МотеруэллМестоположение команд шотландского Премьершипа 2022/23 | Вместимость: 50 817 |
|                     | Абердин Данди Юнайтед Килмарнок Ливингстон Рейнджерс Росс Каунти Сент-Джонстон Сент-Миррен Харт оф Мидлотиан Хиберниан Селтик МотеруэллМестоположение команд шотландского Премьершипа 2022/23 | Абердин Данди Юнайтед Килмарнок Ливингстон Рейнджерс Росс Каунти Сент-Джонстон Сент-Миррен Харт оф Мидлотиан Хиберниан Селтик МотеруэллМестоположение команд шотландского Премьершипа 2022/23 |                     |
| Росс Каунти         | Абердин Данди Юнайтед Килмарнок Ливингстон Рейнджерс Росс Каунти Сент-Джонстон Сент-Миррен Харт оф Мидлотиан Хиберниан Селтик МотеруэллМестоположение команд шотландского Премьершипа 2022/23 | Абердин Данди Юнайтед Килмарнок Ливингстон Рейнджерс Росс Каунти Сент-Джонстон Сент-Миррен Харт оф Мидлотиан Хиберниан Селтик МотеруэллМестоположение команд шотландского Премьершипа 2022/23 | Селтик              |
| Виктория Парк       | Абердин Данди Юнайтед Килмарнок Ливингстон Рейнджерс Росс Каунти Сент-Джонстон Сент-Миррен Харт оф Мидлотиан Хиберниан Селтик МотеруэллМестоположение команд шотландского Премьершипа 2022/23 | Абердин Данди Юнайтед Килмарнок Ливингстон Рейнджерс Росс Каунти Сент-Джонстон Сент-Миррен Харт оф Мидлотиан Хиберниан Селтик МотеруэллМестоположение команд шотландского Премьершипа 2022/23 | Селтик Парк         |
| Вместимость: 6541   | Абердин Данди Юнайтед Килмарнок Ливингстон Рейнджерс Росс Каунти Сент-Джонстон Сент-Миррен Харт оф Мидлотиан Хиберниан Селтик МотеруэллМестоположение команд шотландского Премьершипа 2022/23 | Абердин Данди Юнайтед Килмарнок Ливингстон Рейнджерс Росс Каунти Сент-Джонстон Сент-Миррен Харт оф Мидлотиан Хиберниан Селтик МотеруэллМестоположение команд шотландского Премьершипа 2022/23 | Вместимость: 60 411 |
|                     | Абердин Данди Юнайтед Килмарнок Ливингстон Рейнджерс Росс Каунти Сент-Джонстон Сент-Миррен Харт оф Мидлотиан Хиберниан Селтик МотеруэллМестоположение команд шотландского Премьершипа 2022/23 | Абердин Данди Юнайтед Килмарнок Ливингстон Рейнджерс Росс Каунти Сент-Джонстон Сент-Миррен Харт оф Мидлотиан Хиберниан Селтик МотеруэллМестоположение команд шотландского Премьершипа 2022/23 |                     |
| Сент-Джонстон       | Сент-Миррен | Харт оф Мидлотиан | Хиберниан           |
| Макдермид Парк      | Сент-Миррен Парк | Тайнкасл Парк | Истер Роуд          |
| Вместимость: 10 696 | Вместимость: 7937 | Вместимость: 19 852 | Вместимость: 20 421 |
|                     | | |                     |

## Турнирная таблица
| Поз | Команда           | И  | В  | Н  | П  | МЗ  | МП | РМ  | О  | Квалификация или выбывание       |
| --- | ----------------- | -- | -- | -- | -- | --- | -- | --- | -- | -------------------------------- |
| 1   | Селтик (Ч)        | 38 | 32 | 3  | 3  | 114 | 34 | +80 | 99 | Групповой этап Лиги чемпионов    |
| 2   | Рейнджерс         | 38 | 29 | 5  | 4  | 93  | 37 | +56 | 92 | 3-й квал. раунд Лиги чемпионов   |
| 3   | Абердин           | 38 | 18 | 3  | 17 | 56  | 60 | −4  | 57 | 3-й квал. раунд Лиги конференций |
| 4   | Харт оф Мидлотиан | 38 | 15 | 9  | 14 | 63  | 57 | +6  | 54 | 2-й квал. раунд Лиги конференций |
| 5   | Хиберниан         | 38 | 15 | 7  | 16 | 57  | 59 | −2  | 52 |                                  |
| 6   | Сент-Миррен       | 38 | 12 | 10 | 16 | 43  | 61 | −18 | 46 |                                  |
|     |                   |    |    |    |    |     |    |     |    |                                  |
| 7   | Мотеруэлл         | 38 | 14 | 8  | 16 | 53  | 51 | +2  | 50 |                                  |
| 8   | Ливингстон        | 38 | 13 | 7  | 18 | 36  | 60 | −24 | 46 |                                  |
| 9   | Сент-Джонстон     | 38 | 12 | 7  | 19 | 41  | 59 | −18 | 43 |                                  |
| 10  | Килмарнок         | 38 | 11 | 7  | 20 | 37  | 62 | −25 | 40 |                                  |
| 11  | Росс Каунти (П/О) | 38 | 9  | 7  | 22 | 37  | 60 | −23 | 34 | Финал плей-офф Премьершипа       |
| 12  | Данди Юнайтед (В) | 38 | 8  | 7  | 23 | 40  | 70 | −30 | 31 | Выбывание в Чемпионшип           |

1. ↑  Каждая команда сыграла с соперником по три раза (33 матча), после чего лига разделилась на две группы по шесть команд.